# Beate Pfeiffer
Beate Pfeiffer (18 luglio 1963) è un'attrice, doppiatrice e direttrice del doppiaggio tedesca.

## Biografia
Dopo il diploma di maturità, nel 1981/82 Pfeiffer ha svolto un tirocinio presso il Teatro di Stato della Saar a Saarbrücken, seguito da un anno di studi di recitazione alla Otto-Falckenberg-Schule di Monaco di Baviera. Dal 1984 al 1990 ha frequentato un corso di laurea in architettura d’interni presso l’Università di Scienze Applicate di Kaiserslautern, concluso con successo con il titolo di Diplom-Designer (FH) in architettura d’interni. Durante gli studi ha anche lavorato come assistente scenografa presso il Teatro del Palatinato di Kaiserslautern.
Dopo la laurea, Pfeiffer ha completato la sua formazione di attrice a Monaco tramite lezioni private, continuando al contempo a lavorare come architetta d’interni. Ha avuto diversi ingaggi presso vari teatri di Monaco. Dal 1992 lavora come attrice, doppiatrice, autrice di dialoghi e direttrice del doppiaggio. Uno dei suoi ruoli più noti nel doppiaggio è quello di Ralph Winchester nella serie I Simpson.

## Filmografia

### Televisione
- La casa del guardaboschi (Forsthaus Falkenau) - serie TV (1998)
- Soko 5113 - serie TV (1998)
- Annas Heimkehr - regia di Xaver Schwarzenberger - film TV (2003)
- Mit Herz und Handschellen - serie TV (2003)
- Tatort - serie TV (2004,2006)
- Adelheid und ihre Mörder - serie TV (2005)
- Die Rosenheim-Cops - serie TV (2006)
- Inga Lindström - serie TV (2006)
- Die Sache mit dem Glück - regia di René Heisig - film TV (2008)
- Der Staat ist für den Menschen da – Der Verfassungskonvent von Herrenchiemsee - regia di Bernd Fischerauer  - film TV (2009)
- Klimawechsel - serie TV (2010)

## Doppiaggio
- April Grace in Star Trek: The Next Generation
- Natina Reed in Ragazze nel pallone
- Ashley Olsen in Charlie's Angels - Più che mai
- Monica Keena in L'uomo di casa
- Olesya Rulin in Urban Legend 3
- Keegan Connor Tracy in The Net 2.0

### Animazione
- Deedlit in Record of Lodoss War, Record of Lodoss War: La saga dei cavalieri
- Ralph Winchester in I Simpson, I Simpson - Il film
- Unazuki Furuhata in Sailor Moon
- Leo in Caillou
- Sota Higurashi in Inuyasha
- Mamimi Samejima in FLCL
- Anna Kyoyama in Shaman King
- Agente Jenny in Pokémon, Pokémon: Il re delle illusioni Zoroark
- Tamachibi, Apis in One Piece
- Charmy Bee in Sonic X

### Videogiochi
- Lephise e Karal in Klonoa

## Direzione del doppiaggio
- Fushigi yûgi
- .hack//SIGN
- RahXephon